# 문학과지성
《문학과지성(文學과知性)》은 대한민국의 계간 문예지이다. 줄여서 문지라고도 하며, 출판사 문학과지성사를 배태한 문학전문지를 지칭한다. 창비의 《창작과비평》과 함께 '문지·창비 시대'를 연 한국문학계의 양대 산맥이라는 평가가 있다.

## 개요
1970년 8월에 창간되었다. 창간 멤버는 문학평론가 김현, 김병익, 김치수, 김주연 등이며, 변호사 황인철이 편집인을, 정지영이 발행인을 맡았다. 처음에는 일조각에서 발행되다가 1977년 여름호(통권 제28호)부터 출판사 문학과지성사에서 발행하기 시작했다.
또한, 통권 제10호부터 ‘원고모집’란을 신설하여 신인들을 발굴하였다. 이를 통하여 등단한 시인으로는 이성복·황지우·박남철·최승자·김혜순·장영수(張英洙)·김광규·최석하·박경원(朴敬元)·안수환(安洙環)·서원동(徐源東) 등이 있으며, 소설가로 김인배(金仁培)가 있다.
1970년 한국의 인문과학분야의 지성을 대표할 만한 필자들의 논문을 정선해 실음으로써 각 분야의 앞으로 나아가야 할 방향들에 대하여 다양하게 타진해보고자 하였다. 또한 문학평론과 문학작품들도 문단을 이끌어나갈만한 역량있고 수준높은 작품들로 엄선했음이 돋보인다. 4 ∙ 19의거 문학의식과 자유주의를 바탕으로 문학에 대한 지적 접근과 형식미학적 측면을 특히 강조하였으며 1970년대 대표적인 문인들의 발표의 장으로서 크게 기여하였다.
1980년 여름호(통권 제40호)를 끝으로 신군부에 의하여 강제 폐간되었다. 이후 1988년 《문학과사회》로 제호를 바꾸어 봄호를 발행, 복간한 후 현재에 이르고 있다.

## 같이 보기
- 창비